# Илес, Розалинда
Розалинда Энн Илес (англ. Rosalind Anne Eeles, род. 10 апреля 1959) — профессор онкогенетики Института исследований рака и клиницист Фонда Национальной службы здравоохранения Ройал Марсден. Она является лидером в области генетической предрасположенности к раку простаты и известна открытием 14 генетических вариантов, участвующих в предрасположенности к раку простаты. По данным ResearchGate, Илес опубликовала более 500 статей в рецензируемых журналах с более чем 34 000 цитирований и индексом Хирша 92. Илес была избрана членом Академии медицинских наук в 2012 году. В 2014 году она была удостоена звания старшего исследователя Национального института медицинских исследований.

## Образование
Илес прошла медицинское обучение в Кембриджском университете и Медицинской школе больницы Святого Томаса, а также прошла обучение по клинической онкологии в Фонде Национальной службы здравоохранения Ройал Марсден. Она защитила докторскую диссертацию по генетике рака в Институте исследований рака, защитив диссертацию в 2000 году.

## Исследования
Исследования Илес сосредоточены на генетических причинах рака простаты и выявлении пациентов с повышенным риском развития этого заболевания. Она возглавляет клиническое исследование в Великобритании, изучающее влияние регулярного скрининга на пациентов с повышенным риском рака простаты из-за мутаций BRCA. Илес также основала PRACTICAL, международный консорциум, который позволяет исследователям обмениваться генетическими данными пациентов с раком простаты. Её исследовательская группа является частью Международного консорциума генома рака.

## Избранные труды
- Olivier M., Eeles R., Hollstein M., Khan M. A., Harris C. C., Hainaut P. The IARC TP53 database: new online mutation analysis and recommendations to users (англ.) // Human Mutation — Wiley, 2002. — Vol. 19, Iss. 6. — P. 607—614. — ISSN 1059-7794; 1098-1004 — doi:10.1002/HUMU.10081 — PMID:12007217
- Eeles R. A., Kote-Jarai Z., Giles G. G., Olama A. A. A., Guy M., Jugurnauth S. K., Mulholland S., Edwards S. M., Morrison J., Field H. I. et al. Multiple newly identified loci associated with prostate cancer susceptibility (англ.) // Nature Genetics / M. Axton, T. Faial — NPG, 2008. — Vol. 40, Iss. 3. — P. 316—21. — ISSN 1061-4036; 1546-1718 — doi:10.1038/NG.90 — PMID:18264097
- Eeles R. A., Kote-Jarai Z., Olama A. A. A., Guy M., Giles G. G., Severi G., Muir K., Hopper J. L., Henderson B. E., Hamdy F. C. et al. Identification of seven new prostate cancer susceptibility loci through a genome-wide association study (англ.) // Nature Genetics / M. Axton, T. Faial — NPG, 2009. — Vol. 41, Iss. 10. — P. 1116—1121. — ISSN 1061-4036; 1546-1718 — doi:10.1038/NG.450 — PMID:19767753
- Ahmed M., Goh C., Saunders E., Cieza-Borrella C., consortium P., Schumacher F. R., Eeles R. Germline genetic variation in prostate susceptibility does not predict outcomes in the chemoprevention trials PCPT and SELECT (англ.) // Prostate Cancer and Prostatic Diseases — NPG, 2019. — ISSN 1365-7852; 1476-5608 — doi:10.1038/S41391-019-0181-Y — PMID:31776447
- Bancroft E. K., Kohut K., Eeles R. The New Genomics Era: Integration of genomics into mainstream oncology and implications for psycho-oncological care (англ.) // Psycho-Oncology — Wiley, 2020. — Vol. 29, Iss. 3. — P. 453—460. — ISSN 1057-9249; 1099-1611 — doi:10.1002/PON.5331 — PMID:32017261